# Thoresby Hall

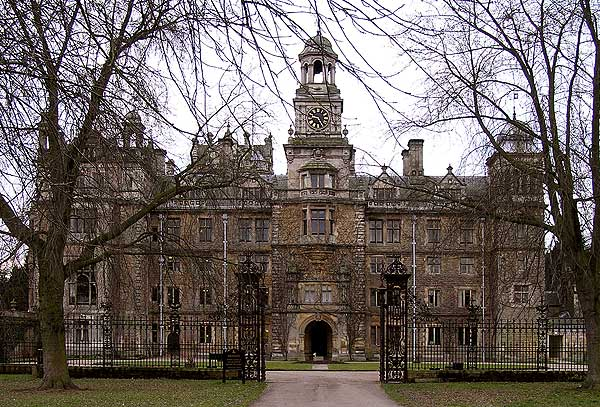
Thoresby Hall 2006

Thoresby Hall ist ein Landhaus im Dorf Budby, etwa 4 km nördlich von Ollerton im Norden der englischen Grafschaft Nottinghamshire. Das im 19. Jahrhundert gebaute Haus wurde von English Heritage als historisches Gebäude I. Grades gelistet und ist heute ein Hotel.
Das Herrenhaus ist aus Fels-Werkstein mit Werksteinverkleidungen errichtet. Es hat vier Stockwerke und einen rechteckigen Grundriss um einen Innenhof, neun Joche breit und acht Joche tief.
The Queen's Royal Lancers and Nottinghamshire Yeomanry Museum belegt einen Teil des Innenhofes.

## Geschichte
Robert Pierrepont, 1. Earl of Kingston-upon-Hull, kaufte das Anwesen von Thoresby im Jahre 1633, fiel aber im englischen Bürgerkrieg 1643. Sein Sohn Henry ließ dort den Architekten Talman um 1670 das erste luxuriöse Haus bauen. Für William Pierrepont wurde es 1685–1687 umgebaut, vermutlich von Benjamin Jackson, nachdem der Earl 1683 das Recht erhalten hatte, einen Park vom Sherwood Forest mit einer Einfriedung abzuteilen. Der 5. Earl wurde 1715 zum Duke of Kingston-upon-Hull erhoben.
Das Anwesen fiel dann an Evelyn Pierrepont, 2. Duke of Kingston-upon-Hull (1711–1773), der 1745 in der Schlacht bei Culloden kämpfte. Im selben Jahr wurde das Haus durch einen Brand zerstört. Zwanzig Jahre später baute der Architekt John Carr von 1767 bis 1772 ein neues Haus an gleicher Stelle. Humphry Repton gestaltete zur selben Zeit den Park.
Als der 2. Duke 1773 starb, hinterließ er das Anwesen seiner Gattin, Elizabeth Chudleigh, die zugleich Gattin des Earl of Bristol war. Nach einer Gerichtsverhandlung im Jahr 1776, die viel Beachtung in der Öffentlichkeit fand, wurde sie der Bigamie schuldig befunden und verließ England für immer. So fiel der Besitz an den Neffen des Dukes, Charles Medows, einen Offizier der Royal Navy. Dieser nahm den Namen Pierrepont an und wurde später der erste Earl of Manvers.

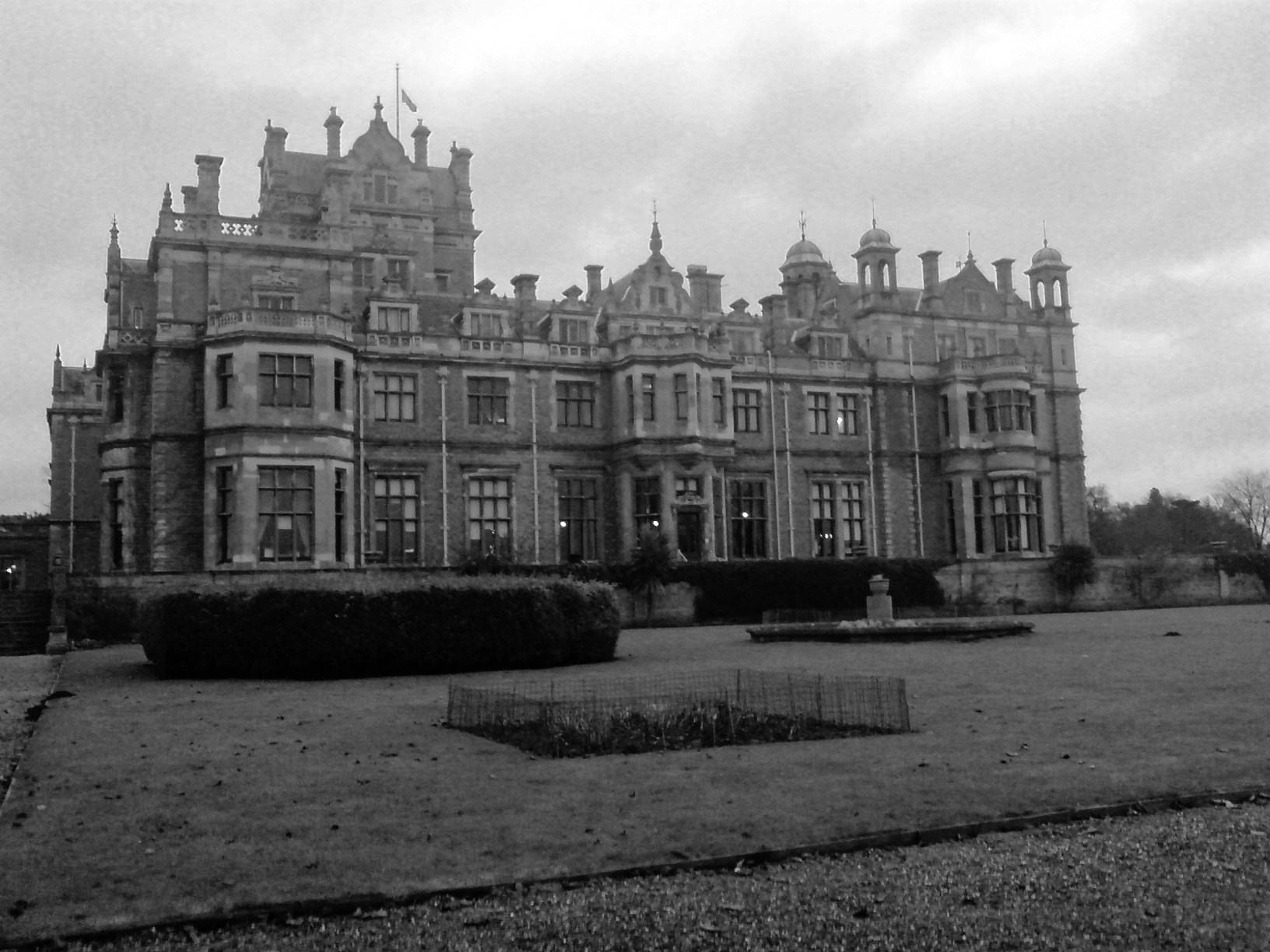
Thoresby Hall 2007

In den Jahren 1868 bis 1874 beauftragte Sydney Pierrepont, 3. Earl of Manvers den berühmten Landhausarchitekten Anthony Salvin, das nur einhundert Jahre alte Haus abzureißen und es durch das heute zu sehende Haus zu ersetzen, das 500 m nördlich des alten Hauses errichtet wurde. Die Ost- und Südfassaden sind 55 m lang und die Westfassade 48 m. Der beeindruckende Rittersaal mit seiner Minnesängergalerie an der Westwand ist 19 m lang und 14 m hoch. Das fiel schließlich an den 6. Earl, der 1955 ohne männlichen Erben starb, sodass der Titel verfiel. Das Haus blieb in der Familie.
Um der vermuteten Gefahr einer Setzung durch den Kohlebergbau aus dem Wege zu gehen, verkaufte die Familie die Gebäude 1979 an das National Coal Board, die sie ihrerseits zehn Jahre später auf dem freien Markt anbot. Nachdem das Herrenhaus durch einige Hände gegangen war, kaufte es Warner Leisure Hotels und eröffnete es 2000 als Hotel. Den wesentlichen Teil der Möbelsammlung behielt die Familie, der Rest wurde 1989 bei Sotheby’s versteigert.
Das 8400 m² große, von Salvin entworfene Haus wurde mit einem neuen Gästezimmerflügel versehen, bevor man es als Landhaushotel mit 200 Zimmern und Wellness-Einrichtungen eröffnete. Der größte Teil des Anwesens in Thoresby gehört immer noch der Familie Pierrepont, nur einige Hundert Quadratmeter, auf denen das Haus steht und die Gärten unmittelbar um das Haus herum gehören zum Hotel. Die Familie erlaubt die Nutzung einiger Fußwege direkt um das Haus, sowie weiterer, für die ein Wegerecht eingetragen ist.
Im Haus wurde Lady Mary Pierrepont, die spätere Gattin von Edward Wortley Montagu, geboren.